# Marie Brizard Wine & Spirits
Marie Brizard Wine & Spirits (MBWS) ist ein französischer Spirituosenhersteller aus der Region Bordeaux. Die Firma besteht bereits seit 1755.

## Produkte
Die Kernmarke des Unternehmens ist Marie Brizard. Der bekannteste Likör ist ein Anisette mit einem Alkoholgehalt von 25 %. In Frankreich steht der Name „Marie Brizard“ synonym für den Anislikör dieser Firma. Außerdem produziert das Unternehmen Fruchtliköre. Unter der Marke William Peel produziert das Unternehmen schottischen Whisky, unter Sobieski Wodka. Unter Fruits and Wine werden mit Früchten aromatisierte Weine angeboten. Weitere Marken sind Sir Pitterson (Whisky), Old Lady's (Gin), Domain Menada (Weine) und Krupnik (Honiglikör).

## Standorte
Das Unternehmen produziert in Frankreich neben dem Hauptstandort Lormont in Beaucaire und Aigre. Außerdem besitzt das Unternehmen Standorte in Jundiaí (Brasilien), Fuenmayor und Cizúrquil (Spanien), Stara Sagora (Bulgarien), Łańcut und Warschau (Polen), Audronių und Vilnius (Litauen).